# Crocallis pallida
Crocallis pallida är en fjärilsart som beskrevs av Barend J. Lempke 1951. Crocallis pallida ingår i släktet Crocallis och familjen mätare. Inga underarter finns listade i Catalogue of Life.